# Брусуаль, Мануэль Эсекиэль
Мануэль Эсекиэль Брусуаль (исп. Manuel Ezequiel Bruzual; 1832, Санта-Марта — 14 августа 1868, Кюрасао) — венесуэльский военный деятель, политик-либерал, министр армии и военно-морского флота (1864 год), президент Венесуэлы в 1868 году.

## Биография
Брусуаль активно участвовал в федералистской войне, сражался в Баркисимето и Португеса. Позже, после того как федералисты взяли власть в свои руки, президент Хуан Крисостомо Фалькон назначил его на пост министра обороны и военно-морского флота (1864 год). Вышел в отставку после обвинений в заговоре.
В 1866 году возглавил Генеральный штаб армии. 25 апреля 1868 года стал президентом Венесуэлы.
После выхода в отставку с поста главы государства Брусуаль уехал в Пуэрто-Кабельо. Оттуда он заявил о своём намерении стать президентом страны и даже заручился поддержкой войск, однако 14 августа 1868 года потерпел поражение от Хосе Руперто Монагаса.
Брусуаль скончался на Кюрасао 15 августа 1868 года. В 1872 году его останки были доставлены на родину по приказу президента Антонио Гусмана Бланко.